# Merriweather Post Pavilion (álbum)
Merriweather Post Pavilion es el octavo álbum de estudio de la banda estadounidense Animal Collective, lanzado el 6 de enero de 2009 por el sello Domino Records. El álbum lleva el nombre del anfiteatro Merriweather Post Pavilion, ubicado en Columbia, Maryland, donde han tocado artistas como Pink Floyd, Jimi Hendrix, Janis Joplin y Led Zeppelin. La banda trabajó junto al productor Ben H. Allen, atraída por su "especialización de gama baja" y sus gustos musicales eclécticos. Animal Collective utilizó samplers como sus instrumentos principales, escribiendo canciones sin guitarra luego de que Deakin (Josh Dibb, guitarrista) dejara el grupo temporalmente. 
Merriweather Post Pavilion es considerado por muchos como el álbum más accesible de la banda, así como su magnum opus. Combina tendencias experimentales con convenciones de la música pop  y se aleja del freak folk que caracterizó los trabajos anteriores del grupo. Rolling Stone describió el sonido del álbum como una "[combinación de] melodías que se dejan llevar hechas con samples de segunda mano, melodías de los Beach Boys arrojadas en capas y sonido crocante".
Considerado como el álbum más aclamado por la crítica en 2009 por el sitio Metacritic, Merriweather Post Pavilion ha sido recibido con aclamación universal y llegó a vender alrededor de 200.000 copias de acuerdo con Nielsen SoundScan.

## Lista de canciones
| Merriweather Post Pavilion |                      |                                                       |                                  |          |  |
| N.º                        | Título               | Escritor(es)                                          | Productor(es)                    | Duración |  |
| 1.                         | «In the Flowers»     | Animal Collective                                     | Animal Collective y Ben H. Allen | 5:22     |  |
| 2.                         | «My Girls»           | Animal Collective                                     | Animal Collective y Ben H. Allen | 5:41     |  |
| 3.                         | «Also Frightened»    | Animal Collective                                     | Animal Collective y Ben H. Allen | 5:14     |  |
| 4.                         | «Summertime Clothes» | Animal Collective                                     | Animal Collective y Ben H. Allen | 4:30     |  |
| 5.                         | «Daily Routine»      | Animal Collective                                     | Animal Collective y Ben H. Allen | 5:46     |  |
| 6.                         | «Bluish»             | Animal Collective                                     | Animal Collective y Ben H. Allen | 5:14     |  |
| 7.                         | «Guys Eyes»          | Animal Collective                                     | Animal Collective y Ben H. Allen | 4:31     |  |
| 8.                         | «Taste»              | Animal Collective                                     | Animal Collective y Ben H. Allen | 3:53     |  |
| 9.                         | «Lion in a Coma»     | Animal Collective y Lathozi Mpahleni Manquin Madosini | Animal Collective y Ben H. Allen | 4:12     |  |
| 10.                        | «No More Runnin»     | Animal Collective                                     | Animal Collective y Ben H. Allen | 4:23     |  |
| 11.                        | «Brother Sport»      | Animal Collective                                     | Animal Collective y Ben H. Allen | 5:59     |  |
| 54:45                      |                      |                                                       |                                  |          |  |